# Premnaspirodien oksigenaza
Premnaspirodien oksigenaza (EC 1.14.13.121, HPO, Hyoscymus muticus premnaspirodienska oksigenaza) je enzim sa sistematskim imenom (-)-vetispiradien,NADPH:kiseonik 2alfa-oksidoreduktaza. Ovaj enzim katalizuje sledeću hemijsku reakciju
(-)-vetispiradien + 2 NADPH + 2 H+ + 2 O2 {\displaystyle \rightleftharpoons } solavetivon + 2 NADP+ + 3H2O (sveukupna reakcija)
(1a) (-)-vetispiradien + + + O2 {\displaystyle \rightleftharpoons } solavetivol + + +2O
(1b) solavetivol + + + O2 {\displaystyle \rightleftharpoons } solavetivon + + + 22O
Ovaj enzim je hem-tiolatni protein (P-450). Enzim iz biljke Hyoscymus muticus takođe hidroksiše valencen u C-2 poziciji dajući alfa-hidroksi jedinjenje, nootkatol, koje se dalje konvertuje u nootkaton.

## Literatura
- Nicholas C. Price; Lewis Stevens (1999). Fundamentals of Enzymology: The Cell and Molecular Biology of Catalytic Proteins (Third изд.). USA: Oxford University Press. ISBN 019850229X.
- Eric J. Toone (2006). Advances in Enzymology and Related Areas of Molecular Biology, Protein Evolution (Volume 75 изд.). Wiley-Interscience. ISBN 0471205036.
- Branden C; Tooze J. Introduction to Protein Structure. New York, NY: Garland Publishing. ISBN 0-8153-2305-0.
- Irwin H. Segel. Enzyme Kinetics: Behavior and Analysis of Rapid Equilibrium and Steady-State Enzyme Systems (Book 44 изд.). Wiley Classics Library. ISBN 0471303097.
- William P. Jencks (1987). Catalysis in Chemistry and Enzymology. Dover Publications. ISBN 0486654605.

## Spoljašnje veze
- Premnaspirodiene+oxygenase на 